# Mims
Mims is een plaats (census-designated place) in de Amerikaanse staat Florida, en valt bestuurlijk gezien onder Brevard County.

## Demografie
Bij de volkstelling in 2000 werd het aantal inwoners vastgesteld op 9147.

## Geografie
Volgens het United States Census Bureau beslaat de plaats een oppervlakte van
66,6 km², waarvan 51,3 km² land en 15,3 km² water. Mims ligt op ongeveer 8 m boven zeeniveau.

## Plaatsen in de nabije omgeving
De onderstaande figuur toont nabijgelegen plaatsen in een straal van 32 km rond Mims.